# セーラー万年筆
セーラー万年筆株式会社（セーラーまんねんひつ、英: The Sailor Pen Co.,Ltd.）は、文房具を中心とした製造メーカー。東京証券取引所スタンダード市場上場。

## 概要
1911年（明治44年）2月に阪田久五郎が広島県呉市に「阪田製作所」を創業。1932年（昭和7年）8月に株式会社化され「株式会社セーラー万年筆阪田製作所」を設立する。その後、幾度の社名変更を経て現在に至る。
当社とパイロットコーポレーションが、「セーラー（水夫、水兵）」、「パイロット（水先案内人、操舵手）」と非常に似かよったイメージを持つブランド名を使っているが、由来は異なる（パイロットコーポレーション#商標の由来も参照）。
日本初のボールペン製造や、カートリッジ式万年筆の特許取得など、日本の筆記用具業界をリードしてきた老舗である。今日では文具製品だけでなく、同名ブランドで産業用ロボット生産も行っている。売り上げ構成はロボット機器がおよそ28%、文具類が72%である。
なお、1952年（昭和27年）には本社を呉から東京に移転したが、2021年（令和3年）4月、登記上の本店を69年ぶりに創業地である呉に戻した。

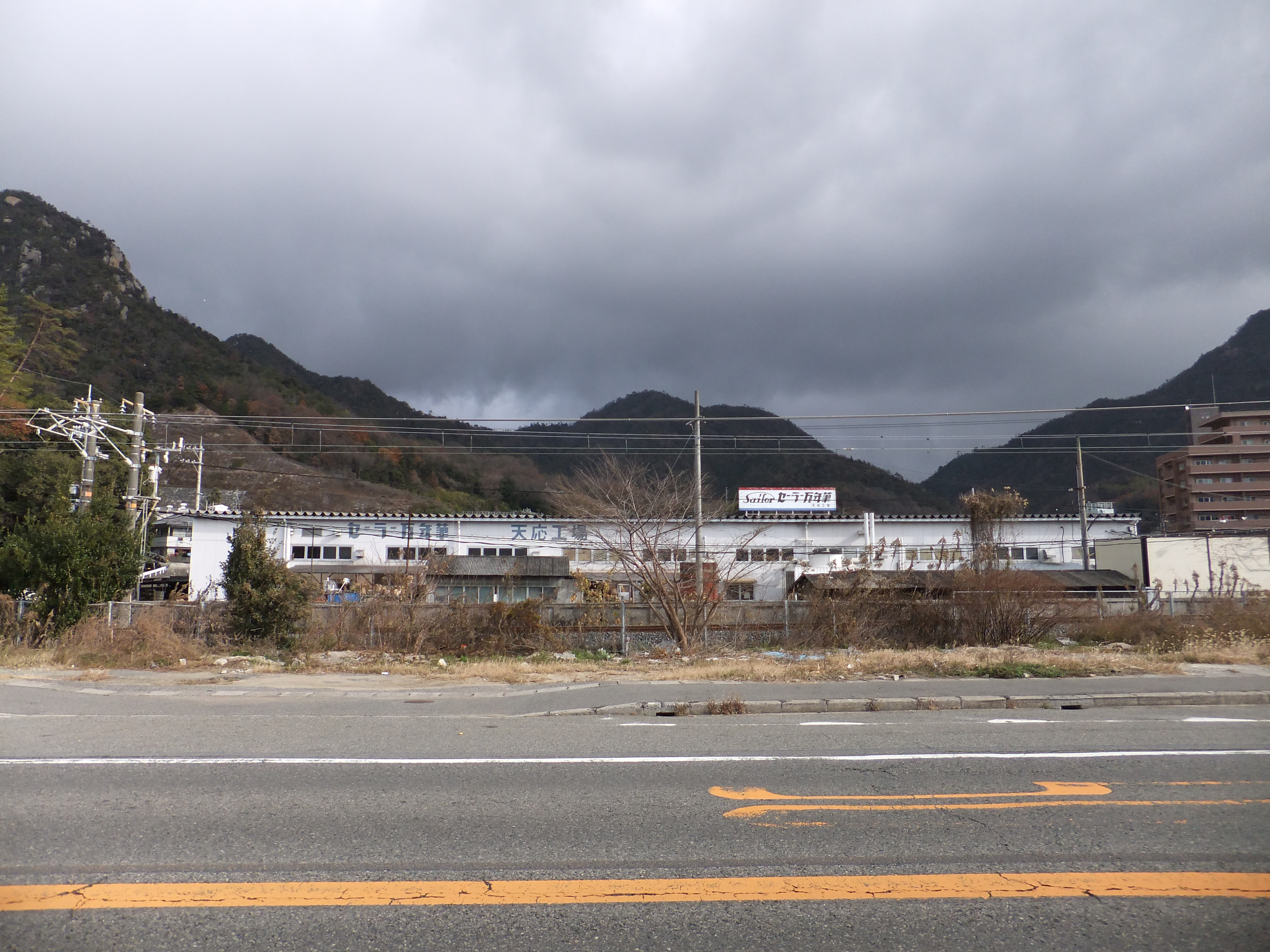
天応工場
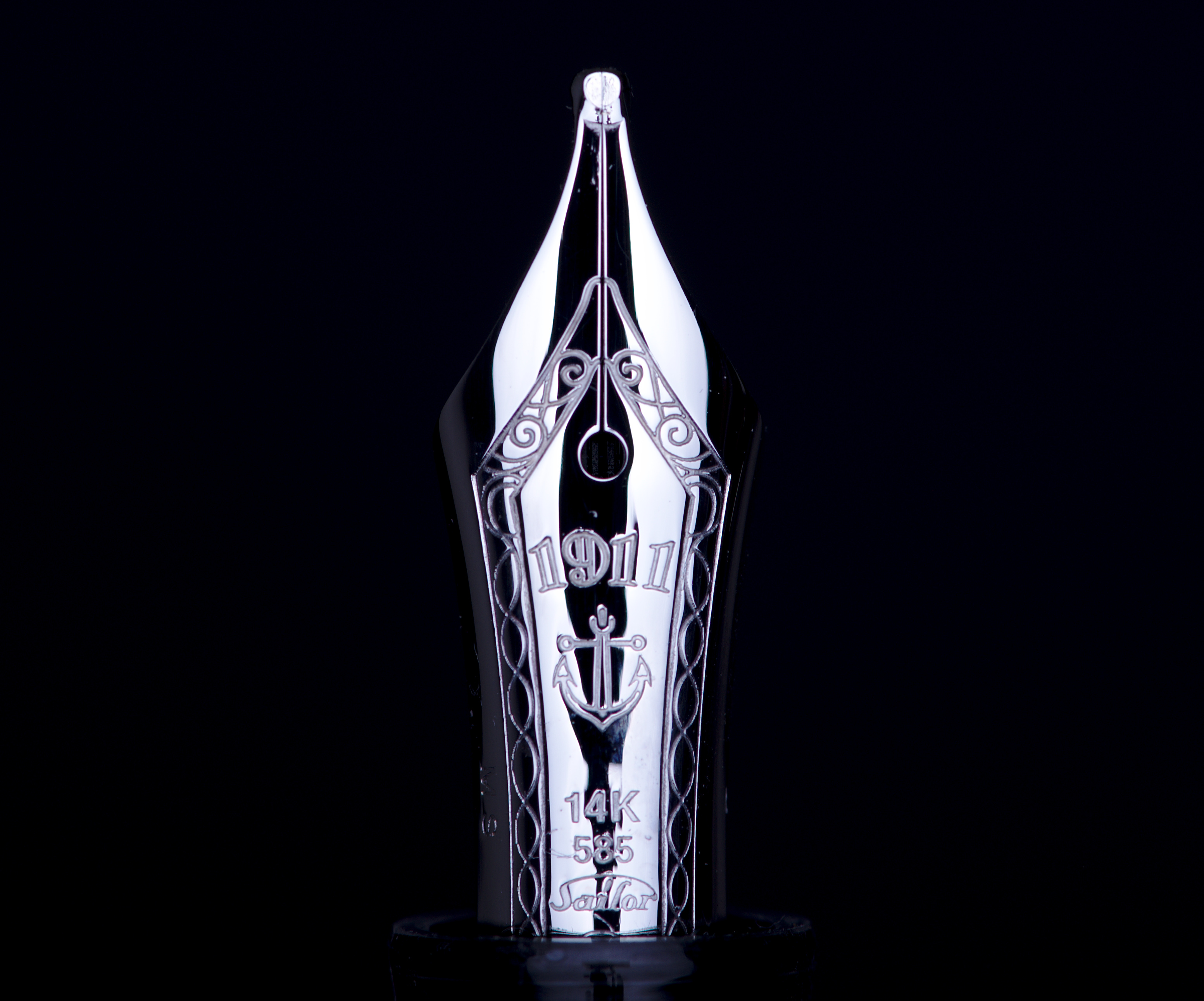

## 沿革
- 1911年（明治44年）2月 - 阪田久五郎が広島県呉市稲荷町にて初の国産万年筆の製造を始める。
- 1932年（昭和7年）8月 - 株式会社セーラー万年筆阪田製作所を設立。
- 1941年（昭和16年）4月 - 株式会社阪田製作所に商号変更。
- 1948年（昭和23年）2月 -  国産初のボールペン「セーラー・ボール・ポイント・ペン」発売[5]。
- 1949年（昭和24年）
  - 6月 - 広島証券取引所に上場。
  - 万年筆のプラスチック射出成型機開発、発売。
- 1952年（昭和27年）5月 - 株式会社セーラー万年筆阪田製作所に商号変更。
- 1960年（昭和35年）5月 - セーラー万年筆株式会社に商号変更。
- 1961年（昭和36年）10月 - 東京証券取引所市場第二部に上場。
- 1969年（昭和44年）5月 - ロボットマシンの製造を開始。
- 1972年（昭和47年)　国産初ふでペン開発、販売。
- 1978年（昭和53年）4月 - 本社を東京都台東区に移転。
- 1997年（平成9年）4月 - 本社を東京都江東区に移転。
- 2017年（平成29年）3月 - 本社を東京都墨田区に移転。
- 2018年（平成30年）7月 - 文具・事務用品大手のプラス株式会社と資本・業務提携を締結[6]。
- 2020年（令和2年）7月 - 大手文具メーカーのぺんてるとのロボット事業における業務提携を発表[7]。
- 2021年（令和3年）
  - 4月 - 登記上の本店を創業地である広島県呉市に移転。
  - 5月 - 本社機能を東京都港区虎ノ門に移転。
- 2022年（令和4年）
  - 4月 - 東京証券取引所の市場区分見直しにより東京証券取引所の市場第二部からスタンダード市場に移行。
  - 5月 - プラス株式会社の子会社となる。
  - 10月 - 西日本豪雨で被害を受けた広島工場の改修工事が終了[8]。

## 商標の由来
軍港都市・呉にあり、将来は自らの製品を船によって輸出し、海外に覇を唱えたいという念願があった。また、ひとりの提督より多くの「水兵（セーラー）」が大切だという民主主義的思想を盛り込んで、商標を「セーラー」と命名した。ロゴマークは、錨（いかり）を用いた図柄を作った。

## 業務
- 万年筆、ボールペン、水性ボールペン、シャープペンシル、ふでペン、マーキングペン、修正ペン、インクの製造及び販売
- ロボットマシンの製造及び販売
- パチンコ景品払出機、景品業者向け省力化機器の製造及び販売
- その他ギフト商品等の販売

## 主な文房具

### 万年筆
- プロフィット
  1. キングプロフィットST
  2. プロフィット21 - プロフィット レアロ 、プロフィット ブラックラスター(旧:プロフィットFL)
  3. プロフィット スタンダード21
  4. プロフィット スタンダード
  5. プロフィット ライト
  6. プロフィット カジュアル
  7. プロフィット Jr.
- プロフェッショナルギア
  1. プロフェッショナルギアKOP
  2. プロフェッショナルギア - プロフェッショナルギア レアロ
  3. プロフェッショナルギア スリム
  4. プロフェッショナルギア スリムミニ
  5. レクル
- ふでDEまんねん
  1. 長刀ふでDEまんねん
  2. プロフィット ふでDEまんねん -（ペン先角度:55度）
  3. ふでDEまんねん -（ペン先角度:55度、40度）

- ハイエースネオ
- TUZUアジャスト

その他、有田焼万年筆や伝統漆芸万年筆、蒔絵万年筆、截金万年筆、エボナイト彫刻万年筆など。

### ボールペン、多機能ペン
- G-FREE - サスペンション「筆圧アジャスター」を内蔵し、弾力を9段階に調整できる画期的なボールペン。
- セラピカ - 世界初の抗ウイルス抗菌ボールペン。インフルエンザウイルスを99.6％分解・除去可能にした。
- タイムタイド
- 就活ボールペン

その他、「TUZUボールペン」や「プロフィット21ボールペン」「プロフィット3」「有田焼ボールペン」など。

### ふでペン
- ふで和み

### マーキングペン
- ミスタービル（mr.Bill）- 鉄骨･木材･ガラス等に書ける、工業･業務用油性マーカー。
- WBマーカー - 蒸発しにくいホワイトボードマーカー。
- セーラーネオボードマーカー - ブラックボード･ホワイトボード･ガラスに描けるボード用マーカー。

### つけペン
- hocoro

### その他
- セーラーどこでもシート

## 歴代社長
- - 2003年（平成15年）：西本博行
- 2003年（平成15年） - 2009年（平成21年）：碓井初秋
- 2009年（平成21年） - 2015年（平成27年）：中島義雄
- 2015年（平成27年） - 2022年（令和4年）：比佐泰
- 2022年（令和4年） - 現職：町克哉